# Allium pruinatum
Allium pruinatum là một loài thực vật có hoa trong họ Amaryllidaceae. Loài này được Link ex Spreng. mô tả khoa học đầu tiên năm 1825.